# Ljubomir Kerekeš
Ljubomir Kerekeš, född 16 januari 1960 i Varaždin, är en kroatisk skådespelare.
Kerekeš debuterade 1988 i filmen Na rubu pameti.

## Filmografi, i urval
- 1996 – Kako je počeo rat na mom otoku
- 1999 – Madonna
- 2001 – The Last Will
- 2006 – Libertas
- 2007 – The Hunting Party
- 2007 – Odmori se, zaslužio si (TV-serie)
- 2012 – Cannibal Vegetarian
- 2012 – Košnice